# 竹腰道鎮
竹腰 道鎮（たけごし どうちん、生年不詳 - 弘治2年4月（1556年））は、戦国時代の武将。美濃国大垣城主。子に竹腰尚光。摂津守。

## 人物
竹腰七郎重綱の子。1556年の長良川の戦いでは、道鎮は斎藤義龍側につき先陣を務め、兵5000をもって斎藤道三の陣へ迫った。奮戦するも討ち死にした。